# 三宅篤夫
三宅 篤夫（みやけ あつお、1879年10月19日 - 1961年9月25日）は、日本陸軍の軍人。最終階級は陸軍少将。陸士12期憲兵科。和歌山県、士族出身。

## 略歴
- 1914年（大正3年）6月29日 陸軍憲兵学校を首席で卒業（第16期）
- 1919年（大正8年）7月25日 台湾憲兵隊長
- 1922年（大正11年）8月15日 任憲兵大佐
- 1923年（大正12年）8月6日 憲兵司令部附
- 1923年（大正12年）9月1日 関東大震災
- 1923年（大正12年）9月16日 甘粕事件
- 1923年（大正12年）9月20日 東京憲兵隊長
- 1924年（大正13年）1月10日 小倉憲兵隊長
- 1927年（昭和2年）7月26日 任陸軍少将、待命
- 1927年（昭和2年）12月16日 予備役編入

1947年（昭和22年）11月28日、公職追放仮指定を受けた。

## 栄典
- 1901年（明治34年）10月10日 - 正八位[2]
- 1924年（大正13年）6月30日 - 勲三等瑞宝章[3]